# Matti Goldschmidt
Matti Goldschmidt (* 18. Juli 1951 in Graz) ist ein österreichisch-israelischer Choreograph und Autor. Er beschäftigt sich insbesondere mit israelischem Volkstanz.

## Leben
Goldschmidt wuchs überwiegend in Deutschland auf und wanderte im Januar 1976 nach Israel aus, wo er tänzerisch im Kibbuz Maʿagan Michaʾel bei Mosche Pinkas begann. Er setzte sein ursprüngliches Hobby in Haifa bei Bentzi Tiram sowie bei Jossi Abuhav (Beʾer Scheva) und in Jerusalem bei Eddi Sasson fort.
1979 schloss er am Lehrerseminar in Jerusalem unter der Leitung von Bracha Dudai einen sog. Ulpan ab, eine Ausbildung zum Tanzmeister für israelische Folkloretänze. Parallel dazu studierte er an der Hebräischen Universität Jerusalem Informatik und Geschichte islamischer Länder und arbeitete nach Studienende als Programmierer und Systemanalytiker in Israel, Neuseeland und Deutschland. 1983 beendete er an derselben Universität einen weiteren einjährigen Didaktikkurs im Bereich Tanz unter der Leitung von Cyrelle Foremann und Shulah Bareqet.
1988 nahm Goldschmidt eine erste Stelle als Tanzlehrer in Wellington (Neuseeland) an, im Jahr darauf ging er zurück nach Deutschland und übernahm den Tanzunterricht im Jugend- und Kulturzentrum der Israelitischen Kultusgemeinde München und Oberbayern, den er bis heute (Stand: 4. Quartal 2024) leitet. 1992 war er Initiator zur Gründung des Vereins ITH Israelisches Tanzhaus e.V., dessen Vorsitz er seit Beginn innehat, um den israelischen Volkstanz im deutschsprachigen Raum populär zu machen. Am 24. November 2017 wurde das ITH zu seinem 25-jährigen Bestehen vom Oberbürgermeister der Landeshauptstadt München, Dieter Reiter, für „seinen geleisteten Beitrag zur Pflege des Volkstanzes“ mit einer Urkunde geehrt. Neben rund 500 von Workshops innerhalb Deutschlands unterrichtete Goldschmidt auch im europäischen Ausland, darunter in England, Frankreich, Italien, Kroatien, Österreich, Russland, der Schweiz, Slowenien oder Tschechien. In Fernost unterrichtete er aufgrund von Einladungen in Taiwan (2023 und 2024) sowie in Japan (2024).
Seit 2011 ist er Vorsitzender des „Landesverbandes Tanz in Bayern e.V.“ (vormals LAG / Landesarbeitsgemeinschaft Tanz in Bayern), nachdem er dort seit 2006 stellvertretender Vorsitzender gewesen war. Für diesen Verein organisiert er seit 2012 im zweijährigen Rhythmus die Veranstaltung Jugend tanzt in Bayern, an der jeweils weit über 550 Tänzerinnen und Tänzer aus dem Amateur- und Breitentanzbereich teilnehmen. Im Dezember 2023 fand der sechste und letzte von ihm organisierte Wettbewerb statt.
Goldschmidt schrieb mehrere Bücher und zahlreiche Artikel zur Thematik „Israelischer Volkstanz“, z. B. im Leipziger Folksblatt, im Folker oder dem ehemaligen Vereinsperiodikum Tanzen des Deutschen Bundesverbandes Tanz e.V. (DBT), sporadisch für das in Tel Aviv in hebräischer und englischer Sprache erscheinende Fachperiodikum Rokdim. Als Journalist schrieb er in den Jahren 2006–2012 hauptsächlich für die Jüdische Zeitung (Berlin), ab 2014 eher unregelmäßig für die Jüdische Rundschau.
Er schuf selbst eine Reihe von Tänzen, unter anderem Yam Adonai, Schacharuth, Ha-Aviv Tzocheq oder A-Salam ʿAleikum sowie eine Paarversion von Or ha-Ganuz. Seit 1983 ist er Mitglied im gewerkschafts-affiliierten „Irgun ha-Madrichim“, dem Verband der Tanzmeister und Choreographen für israelische Folkloretänze in Israel.

## Buchveröffentlichungen (Auswahl)
- Die Bibel im israelischen Volkstanz. Choros-Verlag, Viersen 2001, ISBN 3-933512-11-5 (vergriffen).
- The Bible in Israeli Folk Dances. Choros-Verlag, Viersen 2001, ISBN 3-933512-12-3 (gegenüber der dt. Fassung erweiterte Ausgabe).
- Israel. Polyglott-Verlag, München 1998, ISBN 3-493-61565-5.
- Shiru ha-shir - Israeli folk dances. Volume 1, 1. Auflage. Obalski & Astor, München 1994, ISBN 3-922645-21-6.
- Shiru ha-shir - Israeli folk dances. Volume 2, 1. Auflage. Obalski & Astor, München 1996, ISBN 3-922645-22-4.
- Shiru ha-shir - Israeli folk dances. Volume 3, 2. Auflage. Obalski & Astor, München 1996, ISBN 3-922645-23-2.
- Shiru ha-shir - Israeli folk dances. Volume 4, 1. Auflage. Obalski & Astor, München 1995, ISBN 3-922645-24-0.
- Shiru ha-shir - Israeli folk dances. Volume 5, 2. Auflage. Obalski & Astor, München 1997, ISBN 3-922645-26-7.
- Shiru ha-shir - Israeli folk dances. Volume 6, München 2001.
- Shiru ha-shir - Israeli folk dances. Volume 7, Obalski & Astor, München 2004, ISBN 3-922645-31-3.
- Shiru ha-shir - Israeli folk dances. Volume 8, Obalski & Astor, München 2007, ISBN 978-3-922647-32-4.
- Shiru ha-shir - Israeli folk dances. Volume 9, Obalski & Astor, München 2010, ISBN 978-3-922647-34-8.

## Artikel in Periodika (Auswahl)
- Ursprung und Eigendynamik des israelischen Volkstanzes, in: Tribüne 30 (1991), Nr. 119, 188–196.
- Rivka Sturman: 95. Geburtstag, in: tanzen 17 (1999), Nr. 3, 10–11.
- Über den allgemein 'schludrigen' Umgang mit kulturellen Gütern - ein kritischer Bericht, in: tanzen 17 (1999), Nr. 4, 8–11.
- Tanzen in Puschkin, in: tanzen 18 (2000), Nr. 3, 11–12.
- Tanzen in der Gesamtschule - nur ein Projekt?, in: tanzen 20 (2002), Nr. 1, 4–9.
- Über den allgemein 'schludrigen' Umgang mit Kritik, in: tanzen 20 (2002), Nr. 1, 44–45.
- Debka Uriyah - alias Debka he-Abir. Hintergründe im israelischen Volkstanz, in: tanzen 20 (2002), Nr. 3, 51–54.
- Eine Woche „Machol Hungaria“. Sommerlager zu israelischen Tänzen in Ungarn, in: Jüdische Zeitung 2 (2006), Nr. 6, 16.
- Lieber Salsa als angewandten Zionismus? Dem Israelischen Tanzhaus in München fehlt es an jüdischer Resonanz, in: Jüdische Zeitung 3 (2007), Nr. 1, 22.
- Tanzen wie in Israel? Weltweit sind israelische Volkstänze gefragt - nur in Deutschland nicht, in: Jüdische Zeitung 7 (2011), Nr. 5 (63), 15.
- Alles begann in Palästina. Der israelische Tanz in seinen Anfängen und dessen Vorläufer, in: Folker 20 (2017), Nr. 4, 62–64.
- Die Vielfalt des israelischen Volkstanzes, in: Jüdische Rundschau 3 (2017), Nr. 8 (36), 31–32.
- Tanzen und Judentum: Israelische Tanz-Camps in Europa, in: Jüdische Rundschau 5 (2018), Nr. 10 (50), 30–31.
- July 2018: 20 Years of Machol Czechia, in: Rokdim-Nirkoda (2019), Nr. 101, 32–35.
- Camp Bitnua in Eilat, das weltweit größte Volkstanzcamp für israelische Folklore, in: Jüdische Rundschau 6 (2019), Nr. 11 (63), 33.
- His First Encounter with Folk Dance Has Changed His Life. A Conversation with Yoav Ashriel 23 Years Ago, in: Rokdim-Nirkoda (2021), no. 105, 8-12.
- Young Dancers from around the World. The Story of the Girls of the "Younger Generation" on Israeli Folk Dance, in: Roqdim-Nirkoda (2021), Nr. 107, 3-21.
- Mehr als Folklore im Kibbuz, in: Jüdische Allgemeine 77 (2022), Nr. 10/22, 18.
- Не просто фольклор. Почти за 80 лет народные танцы стали культурным достоянием, in: Jüdische Allgemeine Kompakt, deutsch-russische Edition (2022), Nr. 4/22, 13.
- Hora in Sachsen. Eine junge Leipzigerin widmet sich dem israelischen Volkstanz, in: Jüdische Allgemeine 78 (2023), Nr. 5/23, 11.
- Der israelische Volkstanz - ein Tanz geht um die Welt (Teil 1), in: Jüdische Rundschau 10 (2023), Nr. 1 (101), 34-35.
- Der israelische Volkstanz - ein weltweites Phänomen (Teil 2), in: Jüdische Rundschau 10 (2023), Nr. 2 (102), 34-35.
- Israeli Folk Dancing in Australia (Part 1). On the Development of Folk Dance at the Various Dance Clubs in Australia , in: Roqdim-Nirkoda (2023), Nr. 111, 10-27.
- Israeli Folk Dancing in Australia (Part 2), in: Roqdim-Nirkoda (2023), Nr. 112, 16-21.
- From Seclusion to International Openess. Israeli Folk Dancing in Taiwan, in: Roqdim-Nirkoda (2023), Nr. 113, 18-21.
- Israeli Folk Dancing in Switzerland. On the Development of Israeli Folk Dance in Switzerland, in Roqdim-Nirkoda (2024), Nr. 116, 19-31.
- Israeli Folk Dancing in Japan. The Experiences of a Dance Instructor from Germany in the Land of the Rising Sun, in: Roqdim-Nirkoda (2025), Nr. 117, 35-40.
- Israeli Folk Dancing in Austria, in: Roqdim-Nirkoda (2025), Nr. 118, 18-25.
- Der Israelische Volkstanz (Entwicklungsgeschichte), in: Volkstanz (Deutsche Gesellschaft für Volkstanz e.V.), Nr. 2/2025, 4-9.